# سيادة جوية

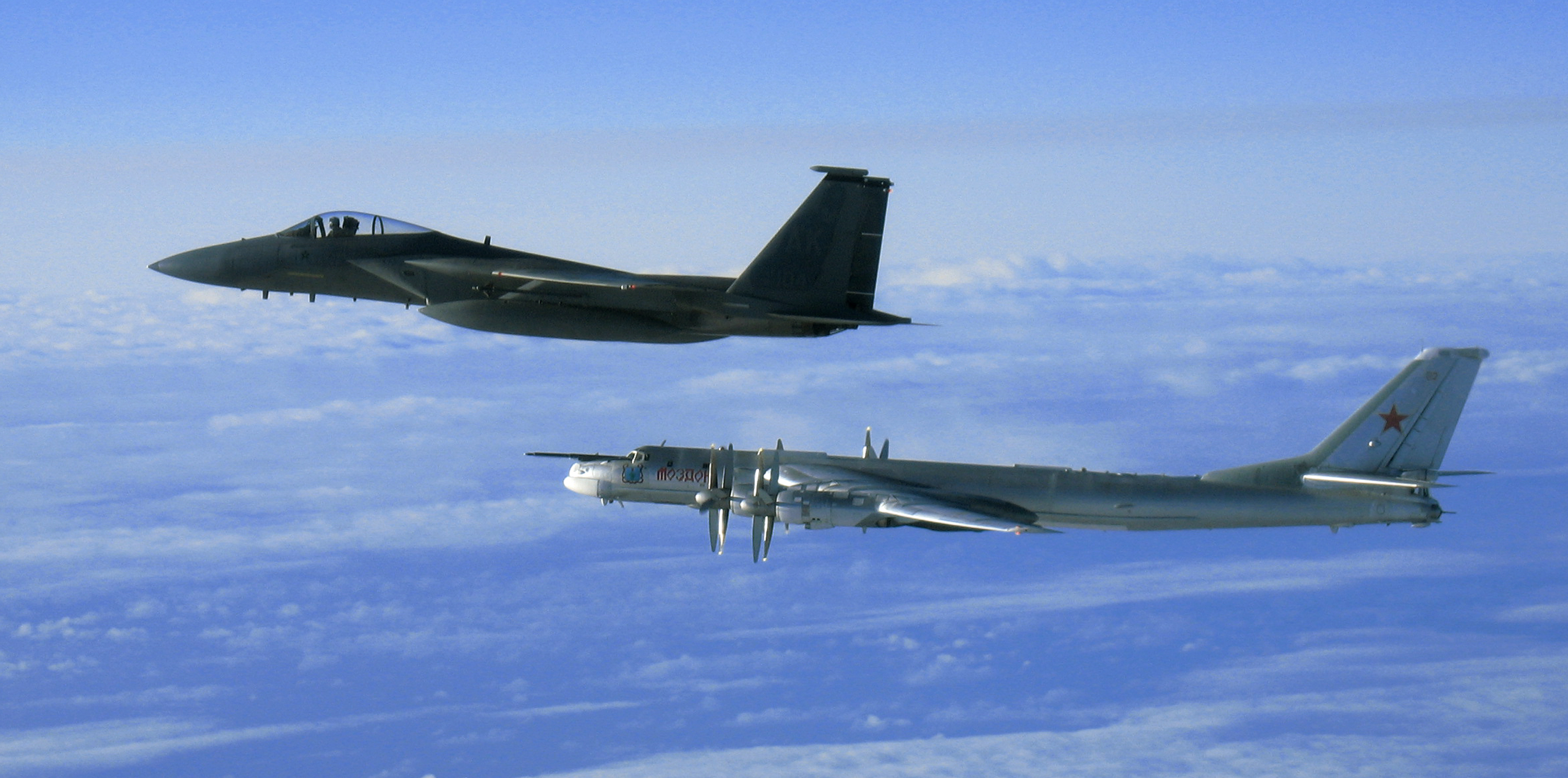
طائراتان حربيتان

السيادة الجوية هي الحق الجوهري تمتلكه دولة ذات سيادة في تنظيم استخدام مجالها الجوي وفرض قانون الطيران الخاص بها - في الحالات القصوى باستخدام الطائرات المقاتلة.
ويشكل المجال الجوي فوق أرض وبحار دولة ما في الغالب جزءًا من منطقة السيادة التابعة لتلك الدولة. ولا تحتاج الرحلات الجوية التي تستخدم فيها بعض الطائرات المدنية والتي تعبر المجال الجوي للدول الأعضاء في الأمم المتحدة إلى الحصول على إذن مسبق (اتفاقية الطيران المدني الدولي).
ولم يحدد القانون الحد العلوي للمجال الجوي القومي.